# John Wordsworth

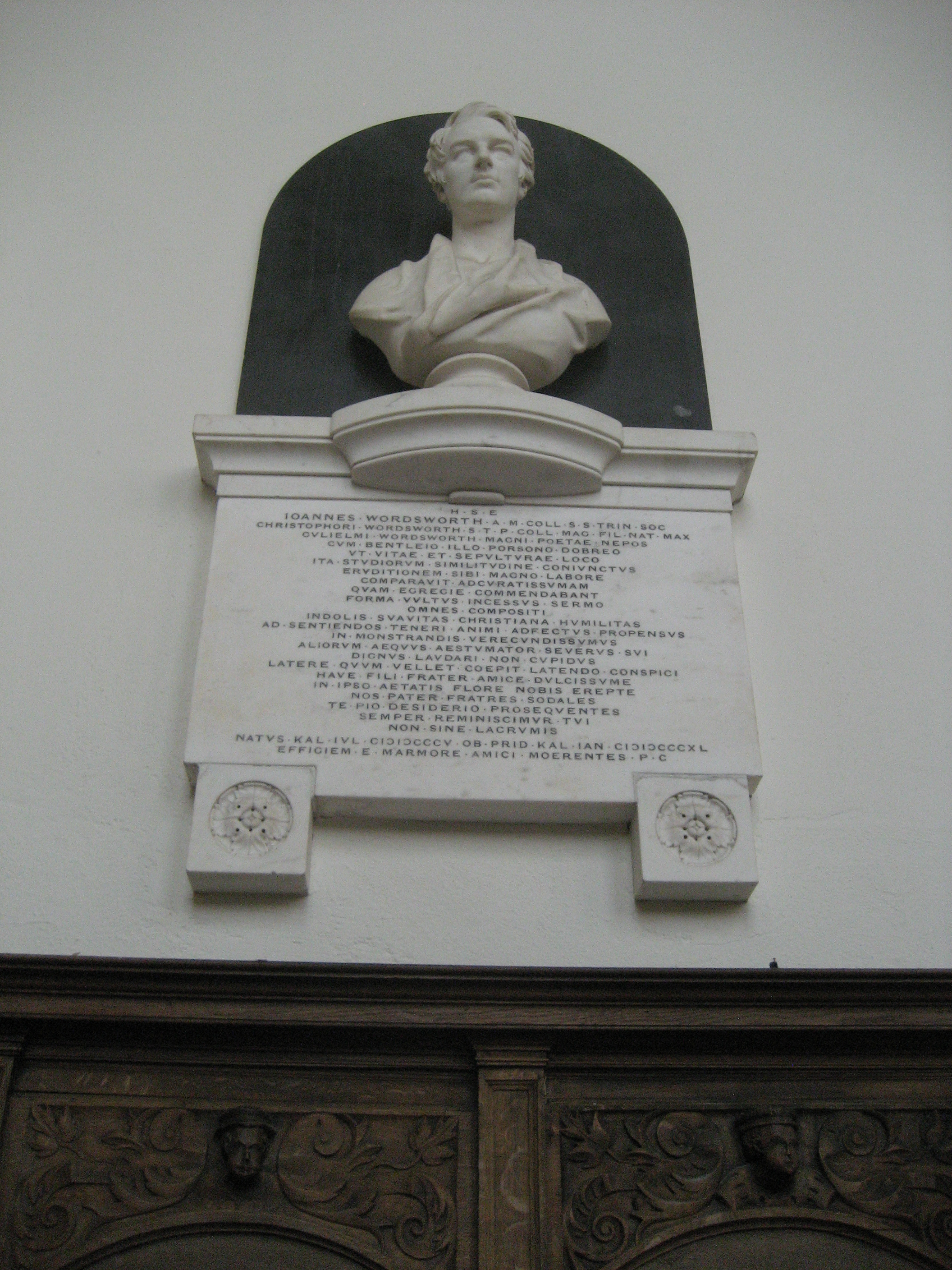
John Wordsworth
(Henry Weekes, Cambridge)

John Wordsworth (ur. 21 września 1843 w Harrow on the Hill, zm. 16 sierpnia 1911 w Salisbury) – duchowny Kościoła anglikańskiego, biskup Salisbury. Wraz z Henrym Julianem White’em opracował i opublikował wysoko oceniane przez biblistów krytyczne wydanie tekstu Nowego Testamentu – Wulgaty oznaczanej przez siglum vgww.

## Życiorys
John Wordsworth przyszedł na świat w Harrow on the Hill (Londyn) w zacnej i klerykalnej rodzinie. Jego dziadek, młodszy brat sławnego poety Wiliama Wordswortha, był wykładowcą w Trinity College w Cambridge, a ojciec Christopher Wordsworth od 1869 roku był biskupem Lincoln. Matka Susanna pochodziła z licznej i znaczącej rodziny Hatley, siedmiu jej krewnych jest wymienionych w Dictionary of National Biography.
W wieku dziesięciu lat rozpoczął naukę w szkole w Brighton, gdzie otrzymał pierwsze lekcje greki i łaciny. Rok później rodzice posłali go do Ipswich Grammar School, gdzie zwracano dużą uwagę na moralność i dyscyplinę, zarówno wewnętrzną jak i zewnętrzną. Po latach bp Salisbury napisze: „Jestem przekonany, że obydwie są bardzo przydatne, jako pomoc do dokładnego pisania po łacinie, zarówno prozy, jak i wierszy”. W latach 1857–1861 uczęszczał do szkoły w Winchesterze, Gdy miał 17 lat zaproponowano mu studia w New College, ale ojciec chciał, aby się uczył w Cambridge, następnego roku zdecydował jednak, że jego syn powinien studiować w Oksfordzie.
John Wordsworth w poczet studentów został przyjęty w październiku 1861 roku. Był pilnym studentem zainteresowanym klasyką. Duży wpływ na niego wywarł prof. Conington, który gromadził zdolnych studentów i poświęcał im dużo czasu. Jednym z pomysłów przyszłego biskupa były łacińskie przyjęcia, podczas których rozmawiano tylko po łacinie i czytano łacińską klasykę. W 1864 roku została anonimowo wydana książeczka Ballads of English History, którą napisał wraz z ciocią i siostrą. Studia zakończył w 1865 roku i postanowił poświęcić się nauczaniu.
Pierwszą pracę podjął w Harrow, następnie nauczał w Wellington, by w 1867 otrzymać stanowisko wykładowcy łaciny w Brasenose College. W niedługim czasie został mianowany do nowo powstałego Honour School of Theology, aby szkolić jego wykładowców. Jego praca w dziedzinie teologii i klasyki zaowocowały przyznaniem mu w 1883 tytułu profesorskiego (Oriel Proffesor).
Poszedł w ślady ojca i w 1867 przyjął święcenia diakontu, a w 1869 święcenia kapłańskie. W 1885 został wybrany biskupem Salisbury. Urząd ten piastował do końca życia. Gorliwie pełniąc służbę nadal zwracał wielką uwagę na wychowanie młodego pokolenia. W 1890 z jego inicjatywy powstała szkoła, którą po jego śmierci nazwano jego imieniem Bishop Wordsworth's School.
W roku 1877 Wordsworth rozpoczął pracę nad wydaniem Nowego Testamentu Wulgaty, a jego celem było odtworzenie oryginalnego tekstu Hieronima. W 1885 roku dołączył do niego Henry Julian White. Tekst czterech Ewangelii ukazał się drukiem w 1889 roku. W 1905 roku wydano tekst Dziejów Apostolskich. Wydanie było przygotowywane przez 65 lat i jest wysoko oceniane przez krytyków tekstu. Zdaniem D. C. Parkera jest to najważniejsze wydanie tekstu Nowego Testamentu Wulgaty. W wydaniach krytycznych oznaczane jest przez siglum vgww.

## Publikacje[9]
- The Gospel According to St. Matthew (1883).
- Old-Latin biblical texts: Gospel according to St. Matthew (1888).
- The four Gospels from the Munich ms. (q) now numbered lat. 6224 in the Royal library at Munich: with a fragment from St. John in the Hof-bibliothek at Vienna (cod. lat. 502) (1888).
- The ministry of grace: studies in early church history with reference to present problems (1901).
- The Te Deum: Its Structure and Meaning and Its Musical Setting and Rendering; Together with A Revised Latin Text, Notes and Translation (1903)
- Novum Testamentum Domini nostri Iesu Christi latine: secundum editionem sancti Hieronymi ad codicum manuscriptorum fidem recensuit Iohannes Wordsworth ... (1905).
- Ordination problems: reordination and ordination "per saltum" and home reunion (1909).
- The national church of Sweden (1911).